# Perry Mason (série de televisão)
Perry Mason é uma série de televisão americana  exibida pela CBS entre 21 de Setembro de 1957 e 22 de Maio de 1966. Foi exibida em 271 episódios de aproximadamente 60 minutos cada.
Uma das primeiras séries a explorar o tema legal e o mundo jurídico, foi exibida com êxito na TV americana e no Brasil foi exibida nos anos 60 pela Rede Record. Com tema de abertura por Fred Steiner, a série foi um fenômeno de audiência.
A serie é baseada nos best-sellers criados pelo escritor Erle Stanley Gardner, em que Perry Mason tinha de defender seus clientes de acusações de assassinato.

## A série
Após o fim da série Edge of Night no rádio, Perry Mason foi para a televisão, interpretado por Raymond Burr. Vários livros de Erle Stanley Gardner foram adaptados para a série.
O programa era realizado pela Paisano Productions. Em cada episódio a série contava com o julgamento de um assassinato, no qual Perry Mason deveria defender os acusados. No fim do julgamento quando Mason parecia estar perdendo a causa, surgia uma testemunha ou uma prova para safar os acusados, e desvendar o crime diante de uma plateia atônita.
O ponto principal do episódio, além do veredito, obviamente, eram os interrogatórios intrigantes, e no final o culpado era quem menos se poderia suspeitar.

### Elenco
- Raymond Burr como Perry Mason: Advogado particular, que brilhantemente conseguia solucionar o caso quando não havia a mínima esperança de se salvar os acusados.
- Barbara Hale como Della Street:A jovem e atraente secretária de Perry Mason, em alguns episódios aparecia com cartas, testemunhas ou provas conclusivas.
- William Hopper como Paul Drake: Dono da Agência Americana de Investigações Drake, colocava os melhores detetives para auxiliarem Mason, algumas vezes aparecia com um resultado das investigações, que ajudam a inocentar os clientes de Mason.
- Ray Collins como Tenente Tragg: Representante de polícia que por vezes prendeu os clientes de Mason e manteve-os na cadeia até a hora do veredito.
- William Talman como Promotor Burger Hamilton: Oponente de Mason, que passou várias temporadas sem ganhar um processo sequer, somente em um episódio Mason perdeu a causa, em "O Caso do Veredito Mortal"
- Richard Anderson como Steve Drumm
- William Katt como Paul Drake Jr.
- William R. Moses como Ken Malansky
- Hal Holbrook como William “Wild Bill” Mckenzie

#### A escolha do elenco
Segundo colaboradores da série, Raymond Burr, não tinha a intenção de ser Perry Mason, ele iria tentar uma vaga como Burger Hamilton, porém após a entrada de Burr em sua sala, Erle Stanley Gardner pulou da cadeira e correu na direção de Burr, dizendo "É ele! Ele é Perry Mason!"

#### Produção executiva
Os produtores executivos da série e representantes da "Paisano Productions" eram Gail Patrick Jackson e Patrick Cornwall Jackson.

## Premiações
Ganhou 3 prêmios Emmy: de melhor ator dramático para Raymond Burr em 1958 e em 1960, de melhor atriz em séries dramáticas para Barbara Hale em 1958

## Horário de exibição
- Setembro de 1957-Setembro de 1962 das 7:30 às 8:30 pm de Sábado
- Setembro de 1962-Setembro de 1963 das 8:00 às 9:00 pm de Quinta-feira
- Setembro de 1963-Setembro de 1964 das 9:00 às 10:00 pm de Quinta-feira
- Setembro de 1964-Setembro de 1965 das 8:00 às 9:00 pm de Quinta-
- Setembro de 1965-Setembro de 1966 das 9:00 às 10:00 pm de Domingo [3]

### Episódios
A série teve 271 episódios divididos em 9 temporadas.

## Atores

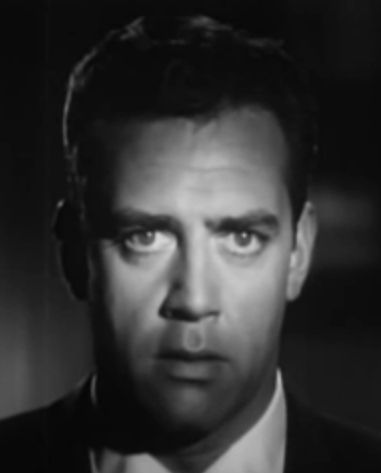
Raymond Burr
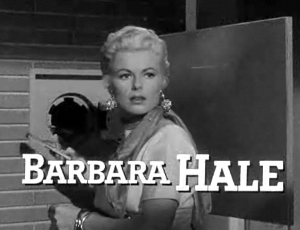
Barbara Hale
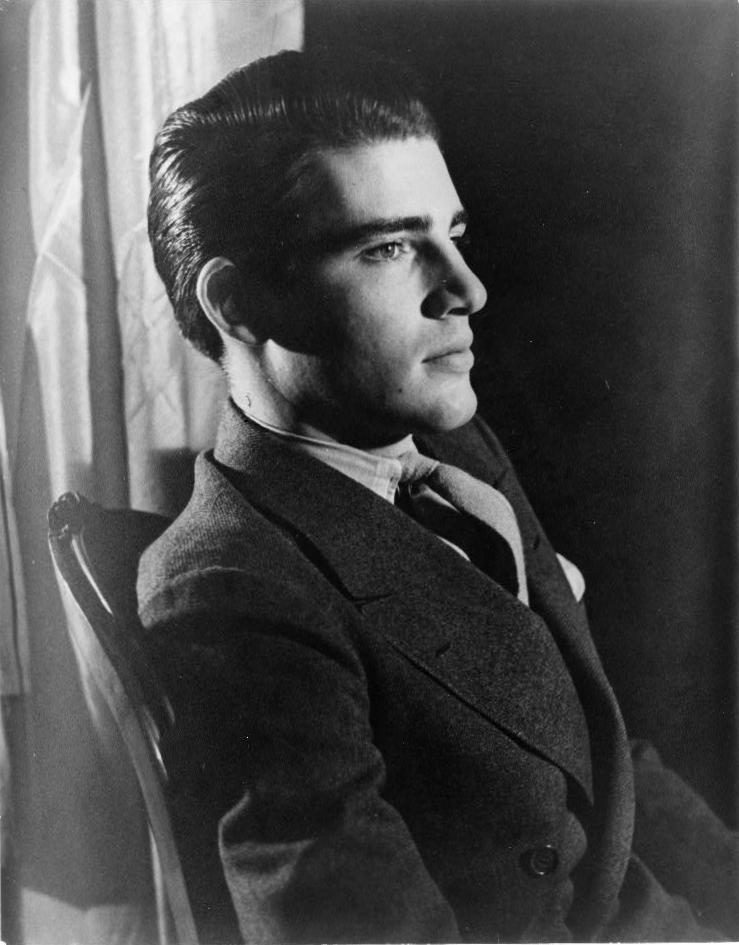
William Hopper
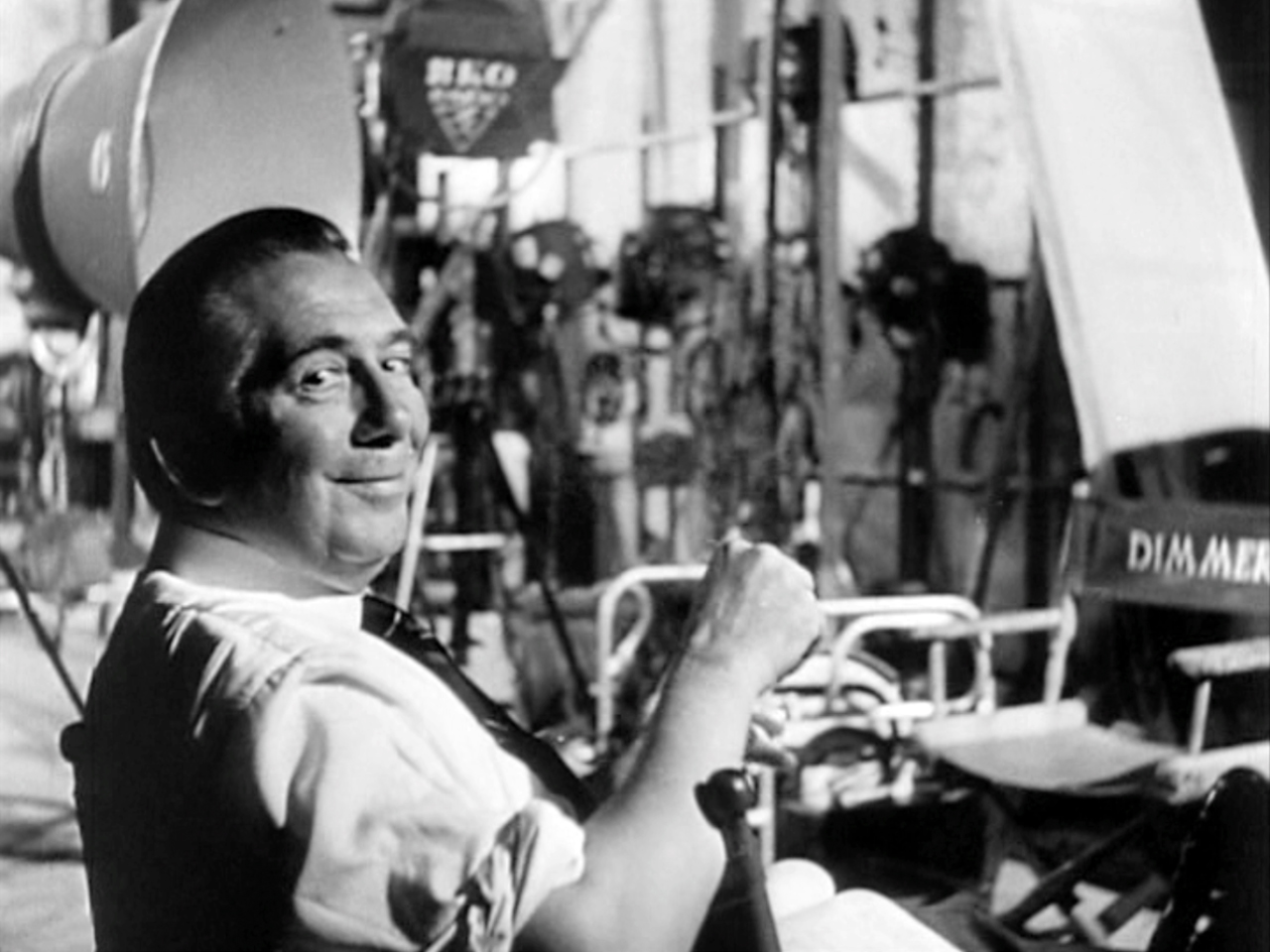
Ray Collins